# آنری ماری دوکروته دو بلنویل
آنری ماری دوکروته دو بلنویل ‏(۱۲ سپتامبر ۱۷۷۷ - ۱ مه ۱۸۵۰) جانورشناس و کالبدشناس فرانسوی بود.

## زندگی‌نامه
بلنویل در دهکده ارک لا باتای در نزدیکی دیئپ به دنیا آمد. او در سال ۱۷۹۶ به پاریس رفت تا نقاشی بیاموزد اما سرانجام وقت خود را وقف فراگیری تاریخ طبیعی کرد و شاگرد ژرژ کوویه شد. در سال ۱۸۱۲ و با کمک کوویه، او کرسی استادی کالبدشناسی و جانورشناسی دانشکده علوم در پاریس را به دست آورد.
در سال ۱۸۲۵، بلنویل عضو آکادمی علوم فرانسه شد. دو سال بعد و پس از مرگ کوویه، او ریاست بخش کالبدشناسی مقایسه‌ای دانشگاه پاریس را به دست آورد و برای هجده سال در این مقام ماند. در ۱۸۳۷، او به عنوان عضو خارجی آکادمی علوم سوئد برگزیده شد. در روز نخست مه سال ۱۸۵۰، بلنویل در واگن قطاری که میان دو شهر روان و کان در حرکت بود، درگذشت.

## کتاب‌ها
- Prodrome d'une nouvelle distribution du règne animal ،۱۸۱۶
- Ostéographie ou description iconographique comparée du squelette et du système dentaire des mammifères récents et fossiles ،۱۸۳۹–۶۴
- Faune française ،۱۸۲۱–۳۰
- Cours de physiologie générale et comparée ،۱۸۳۳
- Manuel de malacologie et de conchyliologie ،۱۸۲۵-۲۷
- Histoire des sciences de l'organisme ،۱۸۴۵